# لحلاح جبلي

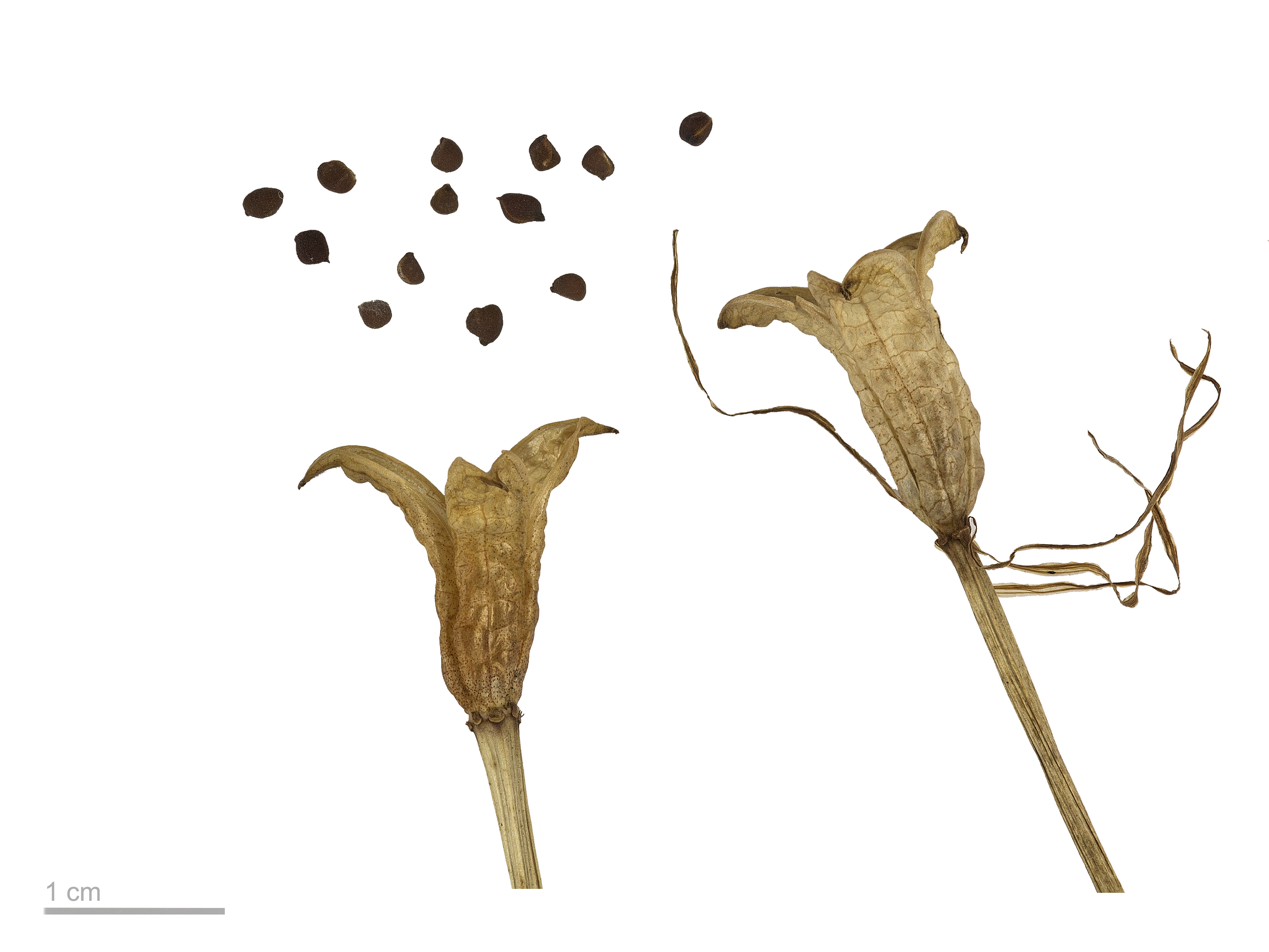
Colchicum montanum

اللحلاح الجبلي أو البرانسي أو سورنجان الجبل أو فَرْج الأرض أو العَكْنَة نوع نباتي يتبع جنس اللحلاح من الفصيلة اللحلاحية. موطنه مناطق جبال البرانس بين إسبانيا وفرنسا.

## الوصف النباتي
له بتلات أزهاره منفصلة، لونها بنفسجي من طرفها العلوي وأبيض عند ثلثها القاعدي.